# Sacramento (banda)
Sacramento fue una banda de rock argentina, de breve existencia pero notable calidad, integrada por los ex "gatos" Ciro Fogliatta y Alfredo Toth, el ex Pescado Rabioso Osvaldo Frascino, Ricardo Jelicie y Roberto López. Dejó un excelente álbum, publicado en 1972 y que recién fue editado en CD en 1996.

## Discografía
En 1972 Sacramento grabó un álbum de título Sacramento, que fue lanzado en el '72, y que años después fue editado en 1996 en CD. Su estilo estaba asociado al rock fusión complejo que por entonces encarnaba Traffic.
Sacramento llegó a grabar en RCA un segundo álbum de título Moviendo la carreta, integrado en su totalidad con temas de Frascino. Al parecer las cintas originales fueron borradas en la grabadora, luego de la separación del grupo, pero del trabajo quedaron cinco temas en poder de Ricardo Jelicie (ya fallecido), de las cuales entregó copias a Ciro Fogliatta, pero no han sido publicados dado que son premezclas que no sirven para comercializar.

## Integrantes
- Ciro Fogliatta: fundador y ex tecladista de Los Gatos
- Alfredo Toth: exbajista de Los Gatos.
- Roberto Lopez: exbaterista de Los Walkers.
- Ricardo Jelicie: exvocalista de La Bolsa.
- Osvaldo Frascino: exbajista de Pescado Rabioso.